# جام جهانی فوتبال زیر ۱۷ سال
جام جهانی فوتبال نوجوانان مسابقات قهرمانی جهان فوتبال مردان برای بازیکنان زیر ۱۷ سال است که فیفا آن را برگزار می‌کند.
نخستین دوره این رقابت‌ها در سال ۱۹۸۵ و دوره‌های بعدی آن هر دو سال یکبار برگزار شد. ابتدا مسابقات ویژه بازیکنان زیر ۱۶ سال بود اما از سال ۱۹۹۱ سقف سنی به ۱۷ سال افزایش یافت. آخرین دوره این مسابقات در سال ۲۰۲۱ در برزیل برگزار و با قهرمانی تیم ملی برزیل به پایان رسید. نیجریه با ۵ قهرمانی و ۲ نایب قهرمانی موفق‌ترین تیم در تاریخ بازی‌هاست. برزیل با ۴ عنوان قهرمانی و ۲ نایب قهرمانی بعد از نیجریه قرار دارد. غنا و مکزیک هر کدام ۲ بار و شوروی، فرانسه، عربستان سعودی و سوئیس هرکدام یک بار جام را به خانه برده‌اند. ایالات متحده آمریکا تنها تیمی است که در ۱۸ دوره از ۱۹ دوره مسابقات حاضر بوده‌است.
تا سال ۲۰۰۵ مسابقات با ۱۶ تیم برگزار می‌شد. از سال ۲۰۰۷ مسابقات با شرکت ۲۴ تیم در ۶ گروه ۴ تیمی برگزار می‌شود. دو تیم اول هر گروه به همراه چهار تیم برتر سوم به مرحله حذفی راه پیدا می‌کنند.
بازی‌ها در ۹۰ دقیقه برگزار می‌شود و در مرحله حذفی هم در صورت مساوی، بازی به پنالتی کشیده می‌شود.

## خلاصه کل بازی‌ها
| ۱۹۸۵       | چین               | نیجریه             | ۲–۰                        | آلمان غربی | برزیل       | ۴–۱                        | گینه                |
| ۱۹۸۷       | کانادا            | اتحاد جماهیر شوروی | ۱–۱ وقت اضافه (۴–۲ پنالتی) | نیجریه     | ساحل عاج    | ۲–۱ وقت اضافه              | ایتالیا             |
| ۱۹۸۹       | اسکاتلند          | عربستان سعودی      | ۲–۲ وقت اضافه (۵–۴ پنالتی) | اسکاتلند   | پرتغال      | ۳–۰                        | بحرین               |
| ۱۹۹۱       | ایتالیا           | غنا                | ۱–۰                        | اسپانیا    | آرژانتین    | ۱–۱ وقت اضافه (۴–۱پنالتی)  | قطر                 |
| ۱۹۹۳       | ژاپن              | نیجریه             | ۲–۱                        | غنا        | شیلی        | ۱–۱ وقت اضافه (۴–۲ پنالتی) | لهستان              |
| ۱۹۹۵       | اکوادور           | غنا                | ۳–۲                        | برزیل      | آرژانتین    | ۲–۰                        | عمان                |
| ۱۹۹۷       | مصر               | برزیل              | ۲–۱                        | غنا        | اسپانیا     | ۲–۱                        | آلمان               |
| ۱۹۹۹       | نیوزیلند          | برزیل              | ۰–۰ وقت اضافه (۸–۷ پنالتی) | استرالیا   | غنا         | ۲–۰                        | ایالات متحده آمریکا |
| ۲۰۰۱       | ترینیداد و توباگو | فرانسه             | ۳–۰                        | نیجریه     | بورکینافاسو | ۲–۰                        | آرژانتین            |
| ۲۰۰۳       | فنلاند            | برزیل              | ۱–۰                        | اسپانیا    | آرژانتین    | ۱–۱ وقت اضافه (۵–۴ پنالتی) | کلمبیا              |
| ۲۰۰۵       | پرو               | مکزیک              | ۳–۰                        | برزیل      | هلند        | ۲–۱                        | ترکیه               |
| ۲۰۰۷       | کره جنوبی         | نیجریه             | ۳–۰ وقت اضافه (۳–۱ پنالتی) | اسپانیا    | آلمان       | ۲–۱                        | غنا                 |
| ۲۰۰۹ مشروح | نیجریه            | سوئیس              | ۱–۰                        | نیجریه     | اسپانیا     | ۱–۰                        | کلمبیا              |
| ۲۰۱۱ مشروح | مکزیک             | مکزیک              | ۲–۰ وقت اضافه              | اروگوئه    | آلمان       | ۴–۳                        | برزیل               |
| ۲۰۱۳ مشروح | امارات متحده عربی | · نیجریه           | ۳–۰                        | · مکزیک    | · سوئد      | ۴–۱                        | آرژانتین            |
| ۲۰۱۵ مشروح | شیلی              | نیجریه             | ۲–۰                        | مالی       | بلژیک       | ۲–۳                        | مکزیک               |
| ۲۰۱۷ مشروح | هند               | انگلستان           | ۵–۲                        | اسپانیا    | برزیل       | ۲–۰                        | مالی                |
| ۲۰۱۹ مشروح | برزیل             | برزیل              | ۲–۱                        | مکزیک      | فرانسه      | ۳–۱                        | هلند                |